# Cultura bizantina normando-arábica

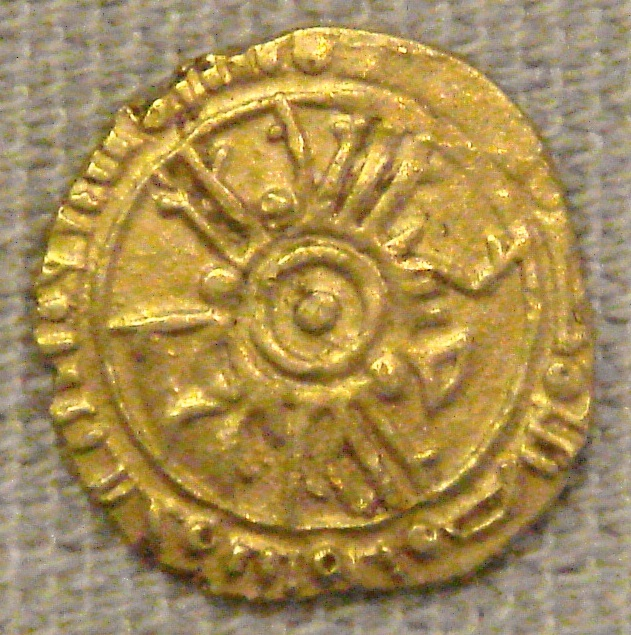
Tarì - moeda de ouro de Rogério II da Sicília, com inscrições árabes, cunhada em Palermo, Museu Britânico

O termo Cultura bizantina normando-arábica, Cultura Normando-Siciliana ou, de forma menos inclusiva, Cultura normando-arábica, (por vezes referida como "Civilização áraber-normanda") refere-se à interação das culturas  Normanda, Latina, Árabe e  Greco-Bizantina que se seguiu à Conquista normanda do sul da Itália e da conquista Romana do norte da África 1061 até cerca de 1250. Essa civilização resultou de inúmeros intercâmbios nos campos cultural e científico, com base na tolerância mostrada pelos normandos em relação às populações falante de grego e os colonizadores muçulmanos. Como resultado, a Sicília sob os normandos tornou-se uma encruzilhada para a interação entre as culturas Católica normando-latiaa, a Ortodoxa Bizantina e a Árabe islâmica.

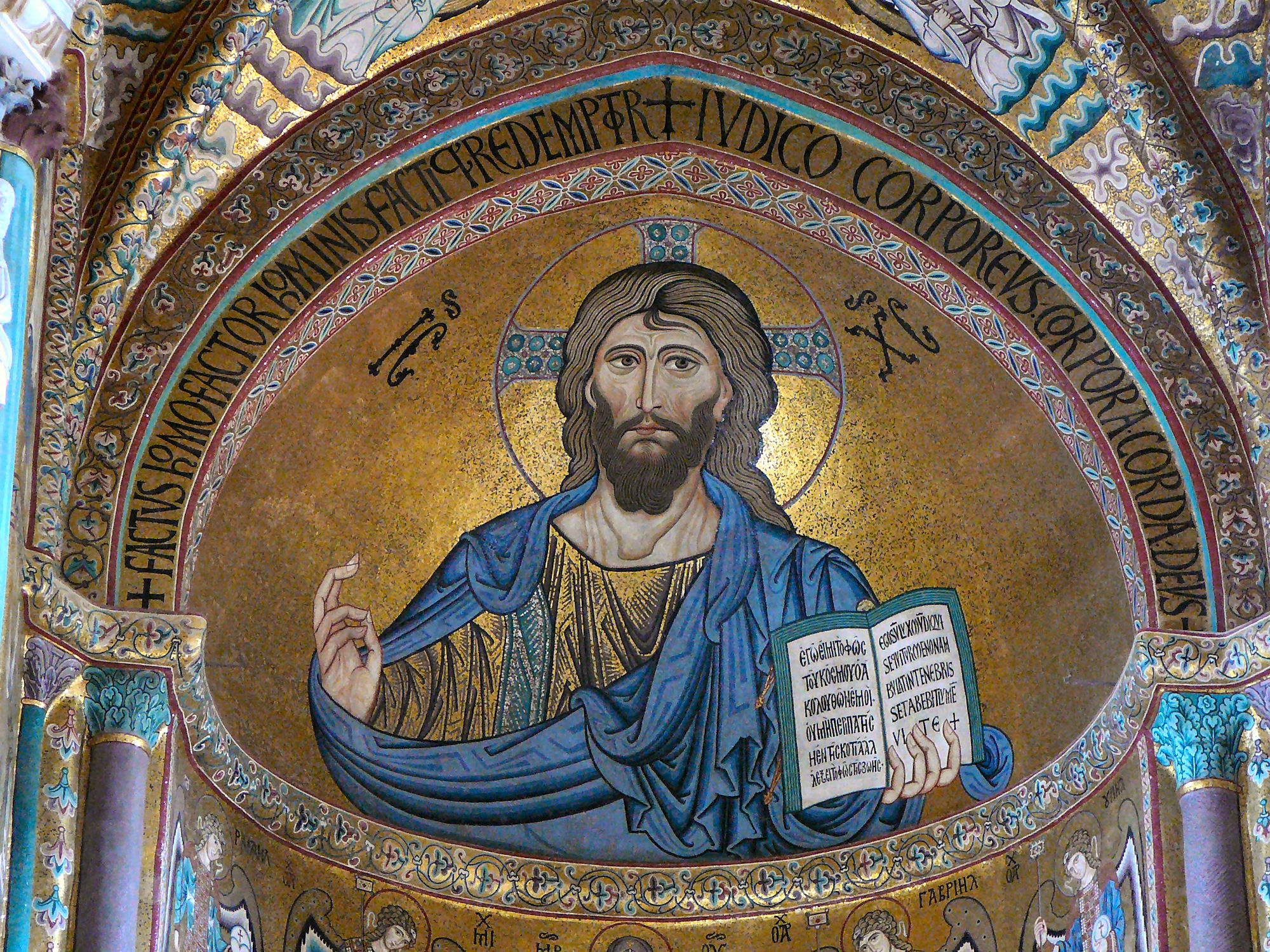
Mosaico de estilo bizantino do Cristo Pantocrator na Catedral de Cefalù, erguido por Rogério II em 1131

## Conquista normanda da Sicília
Em 965 Muçulmanos completaram a tomada da Sicília do Império Bizantino (romano oriental) iniciada com a queda final e significativa da cidadela grega de Taormina. Setenta e três anos depois, em 1038, as forças bizantinas começaram uma reconquista da Sicília sob o general grego Jorge Maniaces. Esta invasão foi apoiada por mercenários nórdicos, guarda varegue, inclusive o futuro rei da Noruega, em uma série de mercenários Nórdicos, incluindo o futuro rei da Noruega Haroldo III, bem como em vários contingentes ítalo-normandos. Embora a morte de Maniaces numa guerra civil bizantina em 1043 reduzisse a força dessa invasão, os normandos acompanharam os avanços feitos pelos bizantinos e completaram a conquista da ilha aos sarracenos. Os normandos se expandram para o sul, como mercenários e aventureiros, impulsionados pelo mito de uma ilha feliz e ensolarada nos mares do sul. O normando Roberto de Altavila, filho de Tancredo de Altavila, Senhor de Cotentin, invadiu a Sicília em 1060. A ilha foi dividida politicamente entre três árabes emirados árabes e a grande Igreja Ortodoxa se rebelou contra os muçulmanos no poder. Um ano depois Messina caiu para as tropas sob a liderança de Roger Bosso (o irmão de Roberto da Altavilla e o futuro Rogério I da Sicília e em 1071 os normandos tomaram Palermo. A perda dessas cidades, cada uma com um porto esplêndido, causou um duro golpe ao poder muçulmano na ilha. Ao final os normandos tomaram toda a Sicília. Em 1091, Noto no extremo sul da Sicília e a ilha de Malta, as últimas fortalezas árabes, cairam para os cristãos.
Até o século XI, o poder muçulmano no Mediterrâneo começou a diminuir
Sob o governo normando, Palermo confirmou seu papel como uma das grandes capitais da Europa e do Mediterrâneo.

## Conquista normanda da África
O Reino da África foi uma extensão da zona fronteiriça do estado Sículo-Normando na antiga Província romana da África. Antes de finalmente ser conquistada pelos muçulmanos, essa província fora reorganizada como exarcado bizantino da África, Ifríquia'em Árabe tunisino, correspondente a Tunísia e partes de Argélia e Líbia hde oje. As principais fontes primárias sobre o reino são árabes (muçulmanas); as fontes latinas (cristãs) são escassas. De acordo com Hubert Houben, uma vez que "África" nunca foi mencionada no título real dos reis da Sicília, "não se deve falar de um "reino normando da África". Em vez disso, a "África Normanda" realmente equivalia a uma constelação de cidades normandizadas ao longo da costa Ifríquia."
A conquista siciliana da África começou sob Rogério II da Sicília em 1146-48. O governo siciliano consistia em guarnições militares nas principais cidades, extorsões na população muçulmana local, proteção dos cristãos e cunhagem de moeda. A aristocracia local foi em grande parte deixada no seu lugar, e os príncipes muçulmanos controlavam o governo civil sob controle siciliano. As conexões econômicas entre a Sicília e a África, que eram fortes antes da conquista, foram fortalecidas, enquanto os laços entre a África e o norte da Itália foram expandidas. No início do reinado de Guilherme I da Sicília, o "reino" da África caiu para os Califado Almóada (1158-60). O legado mais duradouro foi o realinhamento dos poderes mediterrânicos provocados pela sua morte e a paz Sículo-Almóada finalizada em 1180.

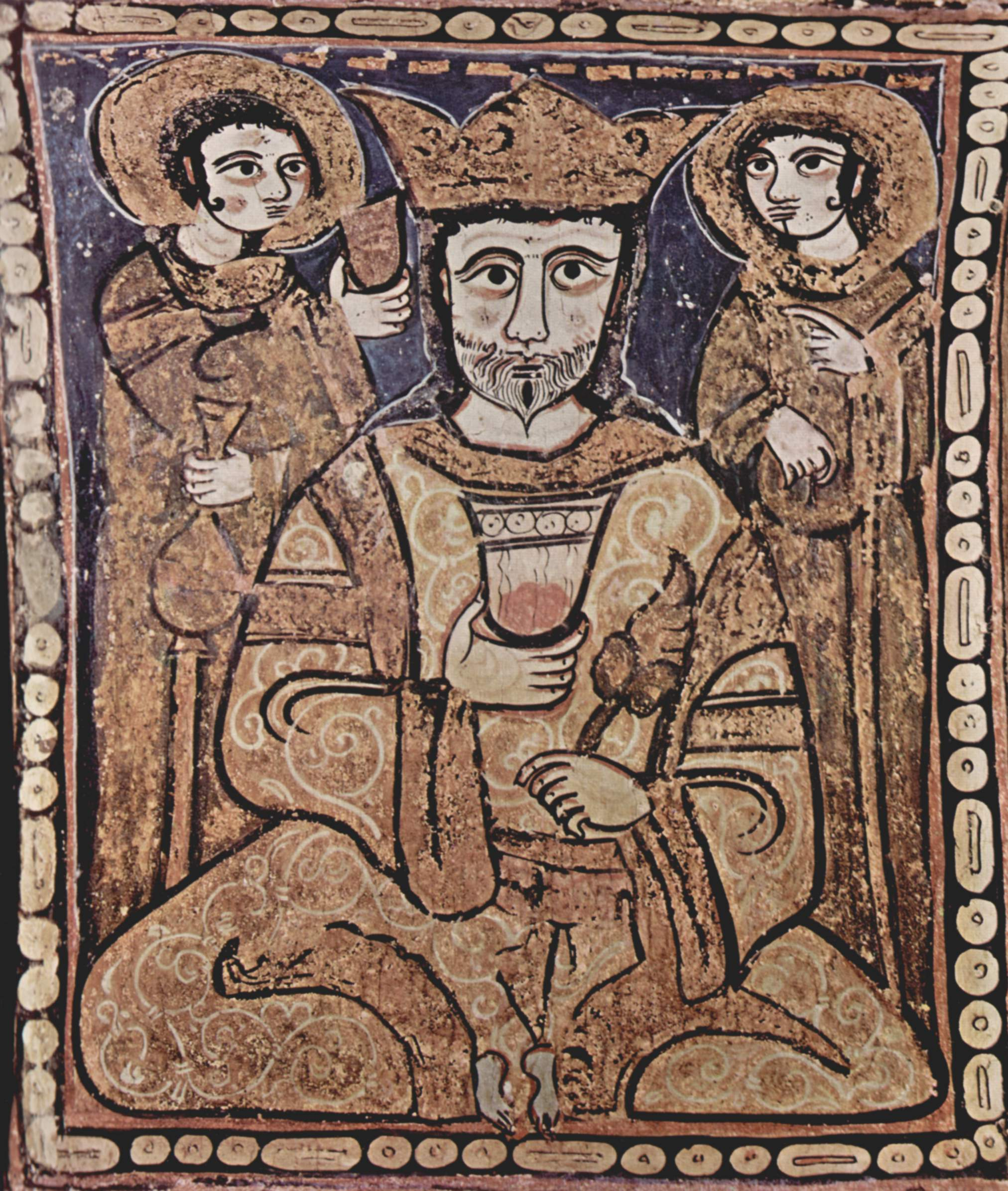
Rogério II retratado num mosaico de estilo árabe na Cappela Palatina

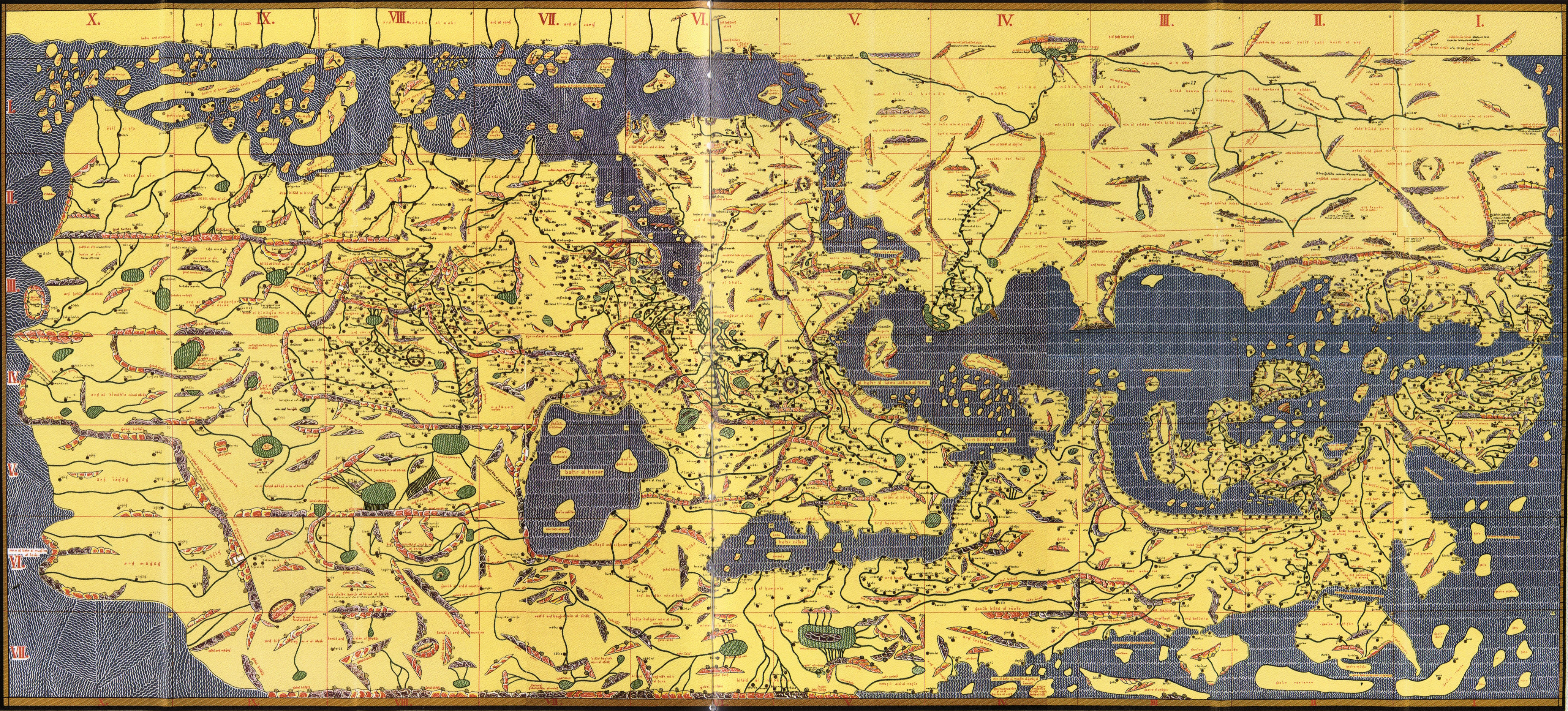
A Tábula (Mapa) Rogerian, desenhada por Dreses para Rogério em 1154, um dos mais avançados mapas mundiais antigos. A indicação Norte está na parte inferior do mapa

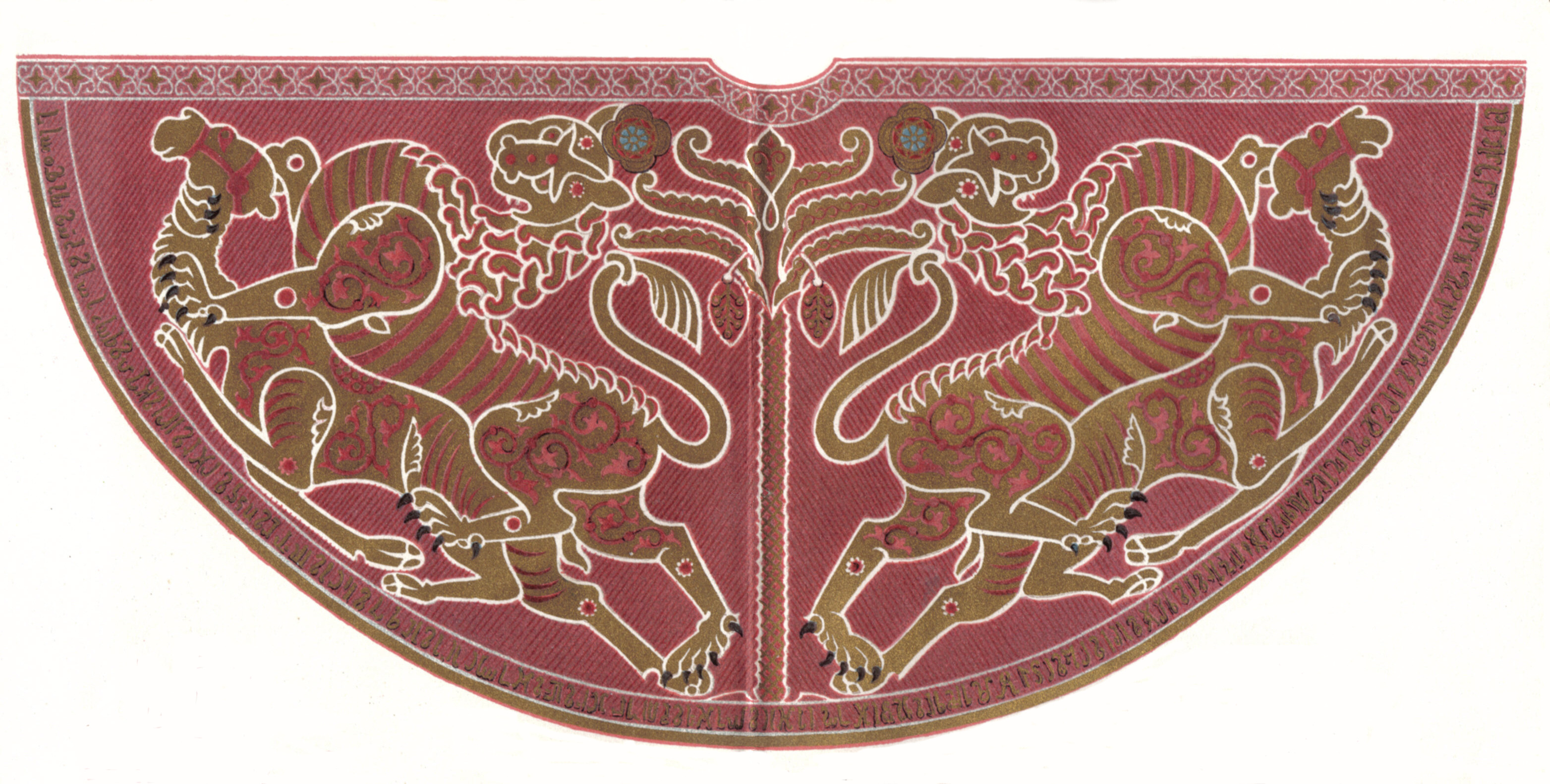
Manto de coroação de Rogério II. Possui uma inscrição em árabe com a data Ano da Hégira de 528 (1133-1134)

## Interações culturais
Desenvolveu-se uma intensa cultura Normanda-Árabe -Bizantina, exemplificada por governantes como Rogério II da Sicília, que tinha soldados, poetas e cientistas islâmicos em sua corte e também Gregos bizantinos, como Cristódulo, Jorge de Antioquia e finalmente Filipe de Mádia, serviram sucessivamente como seus emir de emires (ammiratus ammiratorum). O próprio Rogério II falava a língua árabe clássica e apreciava a cultura árabe. Ele usou tropas de bizantinos gregos e de árabes em suas campanhas no sul da Itália, e mobilizou arquitetos árabes e bizantinos para ajudar seus normandos a construir monumentos no estilo normando-árabe-bizantino. As várias técnicas agrícolas e industriais que tinham sido introduzidas pelos árabes na Sicília durante os dois séculos anteriores foram mantidas e desenvolvidas, permitindo a notável prosperidade da ilha. Numerosas Obras Gregas Clássicas há muito perdidos para o ocidente de influência latina, foram traduzidas de manuscritos gregos bizantinos encontrados na Sicília diretamente para o latim. Nos duzentos anos seguintes, a Sicília sob o domínio normando tornou-se um modelo cultural amplamente admirado em toda a Europa e Arábia..
O historiador inglês John Julius Norwich comentou sobre o Reino da Sicília:

"A Sicília Normanda se destacou na Europa - e de fato em todo o mundo medieval intolerante - como um exemplo de tolerância e iluminação, uma lição do respeito que todo homem deve sentir por aqueles cujo sangue e crenças diferem de seus próprios."
John Julius Norwich
Durante o reinado de Rogério II, o Reino da Sicília tornou-se cada vez mais caracterizado por sua composição multi-étnica e tolerância religiosa incomum. Normandos católicos, langobardos e sicilianos nativos, árabes muçulmanos e gregos bizantinos ortodoxos existiam em relativa harmonia para este período de tempo e Rogério II era conhecido por ter planejado o estabelecimento de um Império que teria englobado o Egito fatímida e os estados cruzados no Levante até sua morte em 1154. Um dos maiores tratados geográficos da Idade Média foi escrito para Rogério II pelo estudioso andalusino Dreses, foi o Tabula Rogeriana (Kitab Rudjdjar - O livro de Rogério).
No final do século XII, estima-se que, da população da Sicília, um terço era de gregos bizantinos, com o restante falando dialetos do latim] ou latim vulgar trazidos da Itália continental (línguas galo-itálicas e língua napolitana), língua normanda] e árabe siciliano. Embora a língua da corte fosse a língua normanda antigo, ou Francês antigo (Línguas de oïl), todos os éditos reais foram escritos na língua das pessoas a quem fossem endereçados: latim, grego bizantino, árabe ou hebraico. O manto real de Rogério, usado para sua coroação (e também usado para a coroação de Frederico II do Sacro Império Romano-Germânico trazia uma inscrição em árabe com a data de 528 de Hégira (1133–1134)
As interações continuaram com os sucessivos reis normandos, por exemplo sob Guilherme II da Sicília, como atestado pelo geógrafo hispano-árabe Ibn Jubair que desembarcou na ilha após retornar de uma peregrinação Haje para Meca em 1184. Para sua surpresa, Ibn Jubair desfrutou de uma calorosa recepção pelos cristãos normandos. Ele ficou ainda mais surpreso ao descobrir que até mesmo alguns cristãos falavam árabe e que vários funcionários do governo eram muçulmanos.
"A atitude do rei é realmente extraordinária. Sua atitude para com os muçulmanos é perfeita: ele lhes dá emprego, ele escolhe seus oficiais entre eles, e todos, ou quase todos, mantêm sua fé em segredo e podem permanecer fiéis à fé do Islã. O rei tem plena confiança nos muçulmanos e confia neles para lidar com muitos dos seus assuntos, incluindo os mais importantes, a tal ponto que o Grande Intendente para cozinhar é um muçulmano (...) Seu vizir e  chamberlain são eunucos, dos quais existem muitos, que são os membros de seu governo e sobre quem ele confia para seus assuntos particulares 
Ibn Jubair, Rihla.
Ibn Jubair mencionou que alguns cristãos em Palermo usavam a roupa muçulmana e falavam árabe. Os reis normandos continuaram a cunhar moedas em árabe com datas Hégira. Os registros na corte real eram escritos em árabe. Há registros de que Guilherme II da Sicília teria dito: "Cada um de vocês deve invocar o que ele adora e de quem ele segue a fé".

### Arte Bizantina-Árabe-Normanda

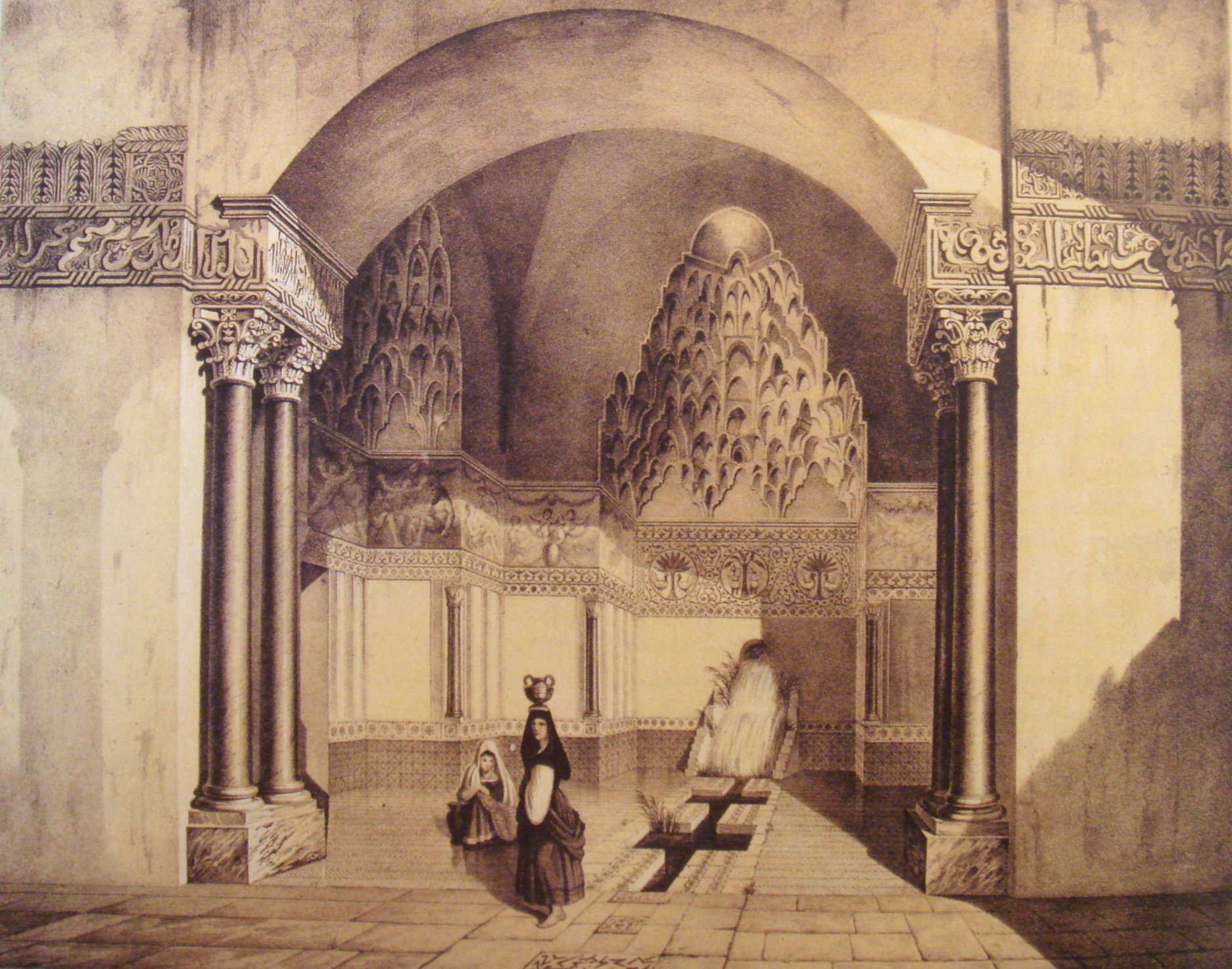
Arte e arquitetura árabe-normanda combinam características ocidentais (como os pilares e frisos clássicos) com decorações típicas islâmicas, como muqarnas e a caligrafia.

Numerosas técnicas artísticas do mundo bizantino e islâmico foram também incorporadas para formar a base da arte árabe-normanda: embutidos em mosaicos ou metais, esculturas de marfim ou pórfiro, escultura de pedras, fundições de bronze, fabricação de seda (para as quais Rogério II estabeleceu um "regium ergasterium", uma empresa estatal que daria à Sicília o monopólio da fabricação de seda para toda a Europa Ocidental). Durante uma incursão no Império Bizantino, o almirante Rogério de Antioquia sob ordem deRogério II transportou os tecelões de seda de Tebas, na Grécia, onde haviam formado uma parte do monopólio até então guardado de perto, que era a seda bizantina indústria.

### Arquitetura Bizantina-Árabe-Normanda

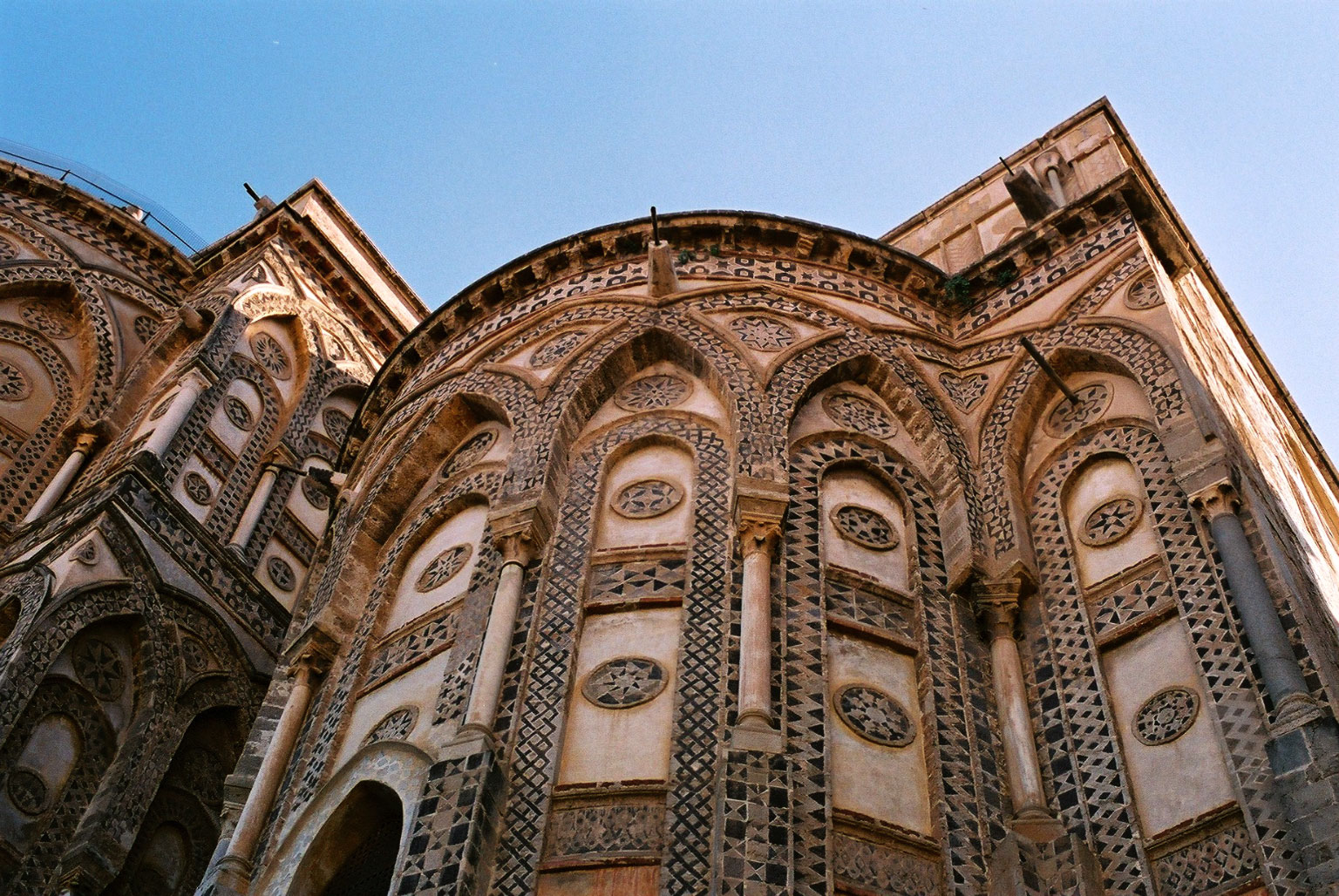
A parte externa das principais portas e seus arcos pontiagudos da catedral de Monreale são magnificamente enriquecidos com entalhes de gravura e coloridos, uma curiosa combinação de três estilos - normandos-franceses, bizantinos e árabes

Os novos governantes normandos começaram a executar várias construções no que é chamado de estilo árabe-normando, onde incorporaram as melhores práticas da arquitetura árabe e bizantina em sua própria arte.
A Igreja de São João dos Eremitas foi construída em Palermo por Rogério II por volta de 1143-1148 em tal estilo. A igreja é notável por suas brilhantes cúpulas vermelhas, que mostram claramente a persistência das influências árabes na Sicília no momento de sua reconstrução no século XII. Em seu "Diário de uma mulher ociosa na Sicília", Frances Minto Elliot descreveu-a como "... totalmente oriental ... ela se encaixaria bem em Bagdá ou Damasco ". A torre do sino, com quatro ordens de galerias arcadas, é um exemplo típico da arquitetura gótica.

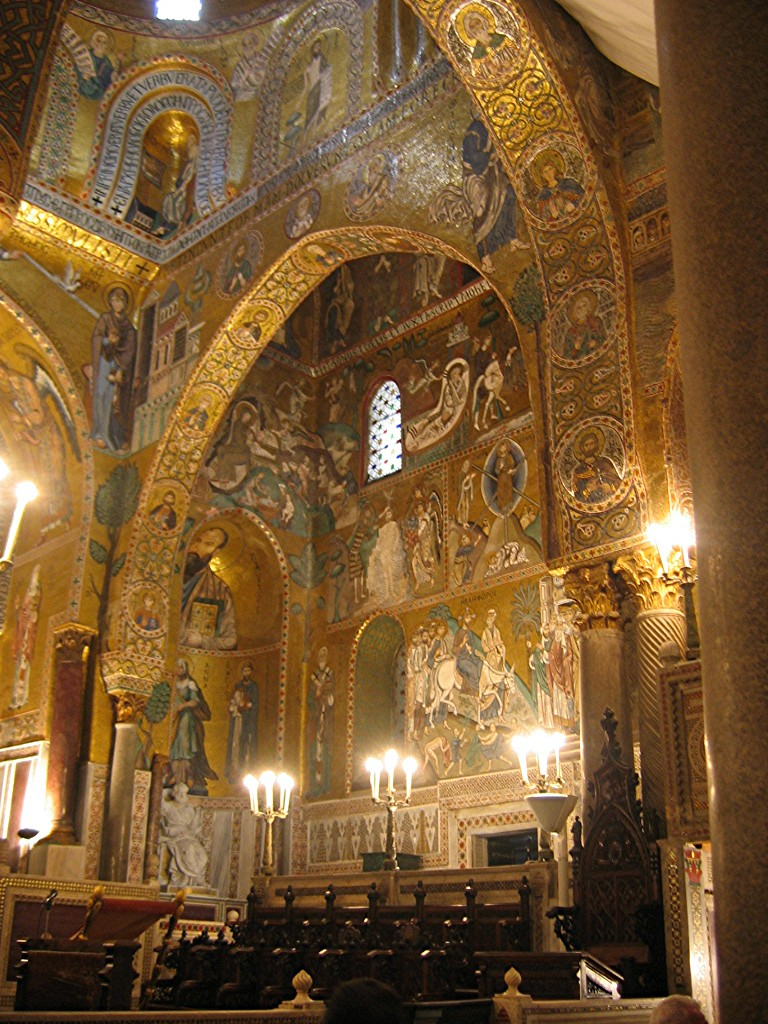
"A Cappella Palatina, em Palermo, a mais maravilhosa das igrejas da era de Rogério, com portas normandas, arcos sarracenos, cúpula bizantina e teto adornado com roteiros árabes, é talvez o produto mais marcante da civilização brilhante e mista que fopi governada pelo neto de Tancredo da Galileia".

A Cappella Palatina, também em Palermo, combina harmoniosamente uma variedade de estilos: a arquitetura normanda e a decoração da porta, os arcos e escrita árabes que adornam o telhado, a cúpula bizantina e os mosaicos. Por exemplo, aglomerados de quatro estrelas de oito pontas, típicas do design muçulmano, estão dispostas no teto para formar uma cruz cristã.
A catedral de Monreale é geralmente descrita como "Normanda-Árabe-Bizantina". As laterais externas das portas principais e seus arcos pontiagudos são magnificamente enriquecidas com incrustações e incrustações coloridas, uma curiosa combinação de três estilos - normando-franceses, bizantinos e árabes.
A igreja Santa Maria dell'Ammiraglio construída em 1143 pelo "emir dos emires" de Rogério II Jorge de Antioquia foi originalmente consagrada como igreja Ortodoxa Grega, de acordo com sua carta de fundação bilingue greco-árabe. e foi construída no estilo bizantino com algumas influências árabes. Outra igreja incomum deste período é a igreja de Santi Pietro e Paolo d'Agrò em Casalvecchio Siculo; foi descrita "uma das mais sofisticadas e coerentes obras de arquitetura a emergir do domínio normando da ilha".
Other examples of Arab-Norman architecture include the Palazzo dei Normanni, or Castelbuono. This style of construction persisted until the 14th and the 15th century, exemplified by the use of the cupola.

## Transmissão para Europa
Os pontos de contato entre a Europa e as terras islâmicas foram múltiplos durante a Idade Média, com a Sicília desempenhando um papel fundamental na difusão do conhecimento para a Europa, embora menos importante que aquela da Espanha.. Os principais pontos de transmissão do conhecimento islâmico para a Europa foram a Sicília, e a Espanha islâmica, particularmente em Toledo (com Gerardo de Cremona, 1114-1187, após a conquista da cidade pelos cristãos espanhóis em 1085). Muitas trocas também ocorreram no Levante devido à presença dos Cruzados.

## Resultados

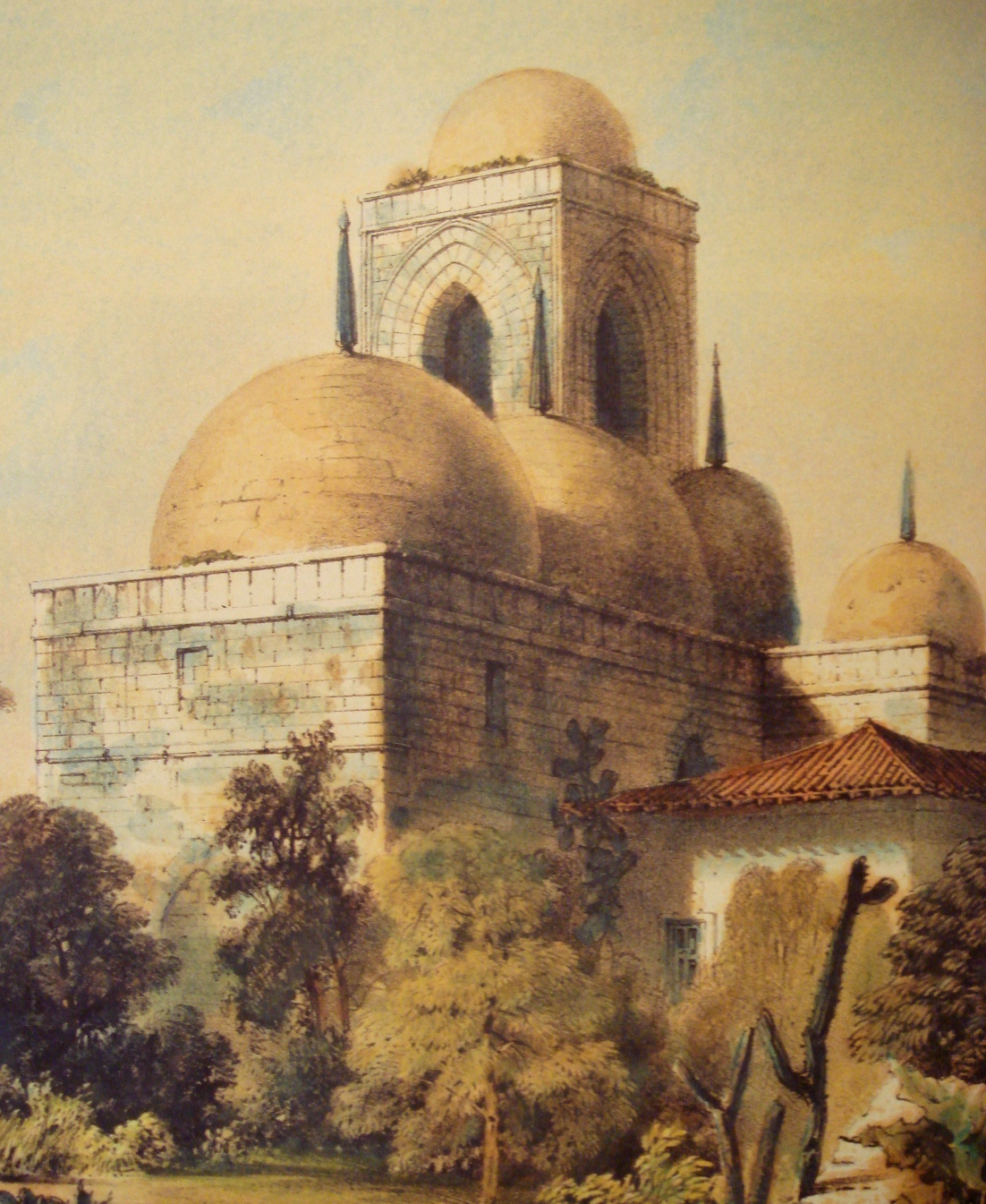
Exemplo da arquitetura árabe-normanda, combinando paredes góticas com domos islâmicos. São João dos Eremitas construída em Palermo por Rogério II por volta de 1143-1148. Litografia 1840

A arte e a ciência árabe e grega continuaram influentes na Sicília durante os dois séculos seguintes à conquista normanda. O domínio normando terminou formalmente em 1198 com o reino de Constança da Sicília, e foi substituída pela da Dinastia de Hohenstaufen da Suábia.
Em 1224, no entanto, Frederico II, reagindo às revoltas religiosas na Sicília, expulsou todos os muçulmanos da ilha, transferindo muitos para Lucera nas duas décadas seguintes. Nesse ambiente controlado, eles não poderiam desafiar a autoridade real e beneficiaram a coroa em impostos e serviço militar. Seu número chegou a ser de 15 mil a 20 mil, o que levou Lucera a ser chamado de "Lucaera Saracenorum", porque representava a última fortaleza da presença islâmica na Itália. A colônia prosperou por 75 anos até ser saqueada em 1300 pelas forças cristãs sob o comando de Carlos II de Nápoles. Os habitantes muçulmanos da cidade foram exilados ou vendidos como escravos, com muitos procurando asilo na Albânia através do mar Adriático. Suas mesquitas abandonadas foram destruídas ou convertidas, e igrejas surgiram nas ruínas, incluindo a catedral S. Maria della Vittoria.
Mesmo sob Manfredo da Sicília (falecido em 1266), a influência islâmica na Sicília persistiu, mas quase desapareceu no início do século XIV.. O latim progressivamente substituiu o árabe e grego, e o último documento em árabe foi datado de 1245.

## Bibliografia

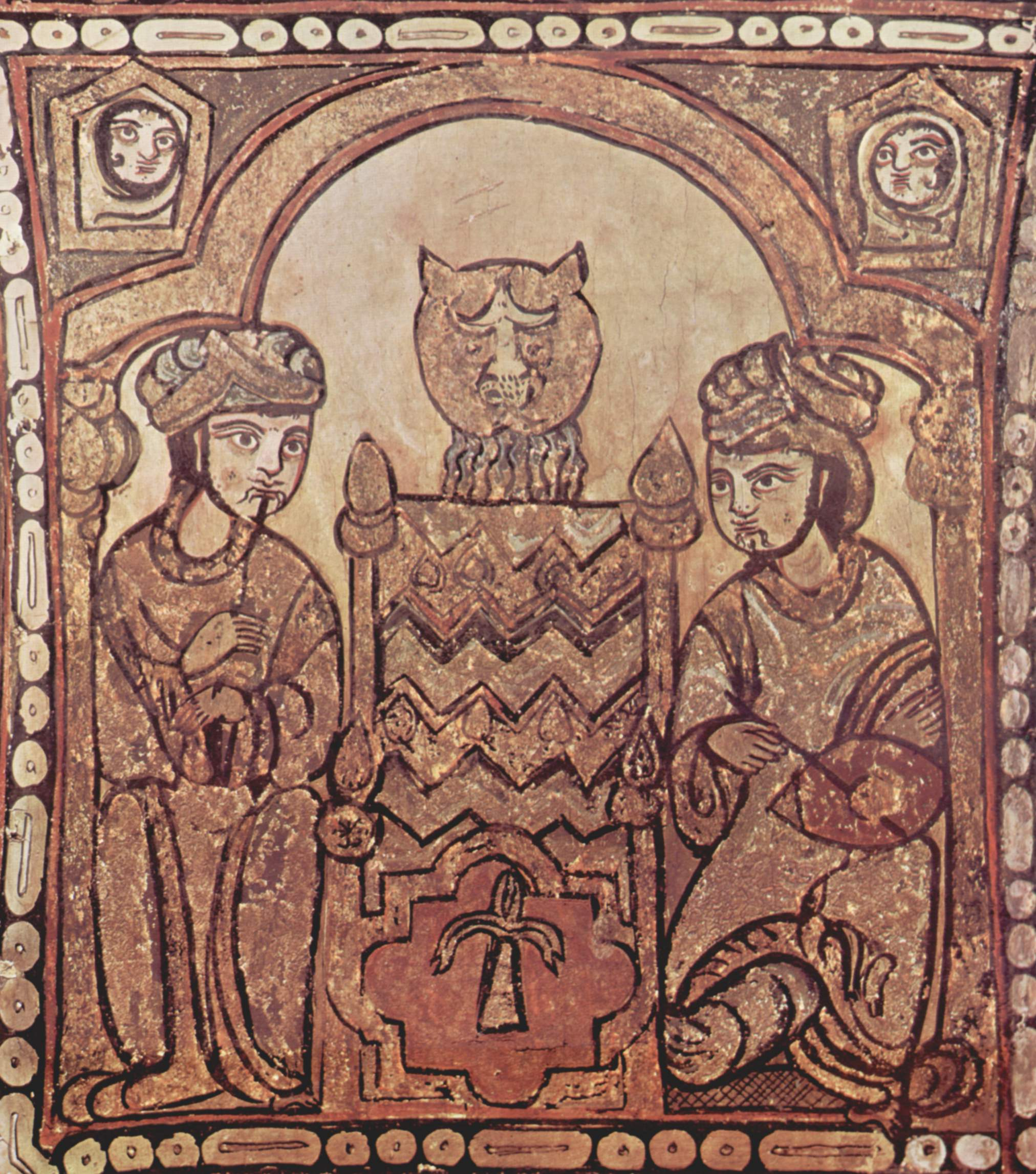
Pintura árabe feita para os reis normandos (c. 1150) no Palazzo dei Normanni